# Harald Fröderström
Harald August Fröderström, född 11 maj 1876 i Göteborg, död 2 februari 1944 i Helsingborg, var en svensk psykiater. Auktorsnamnet Fröderstr. kan användas för Harald Fröderström i samband med ett vetenskapligt namn inom botaniken; se Wikipediaartiklar som länkar till auktorsnamnet.
Efter mogenhetsexamen i Göteborg 1894 blev Fröderström student vid Lunds universitet samma år, avlade mediko-filosofisk examen 1895, blev medicine kandidat 1901 och medicine licentiat vid Karolinska institutet i Stockholm 1907. Han var bataljonsläkare i reserven 1907–1912, marinläkare 1912–1931, amanuens i Medicinalstyrelsen 1909–1912 och medicinalrådsassistent 1913–1916. Han blev medicine doktor i Uppsala 1913 på avhandlingen Om psykisk undermålighet och sinnessjukdomar bland svenska arméns och marinens manskap. Han var lärare i psykiatri vid militärläkar- och marinläkarkurser 1913–1930, praktiserande läkare i Stockholm 1913–1937 och därefter i Helsingborg, läkare vid Svenska arbetarkontingenten i Finland 1940 samt vid Hangöfronten 1941. Fröderström är gravsatt vid Helsingborgs krematorium.